# Лотте ван Бек
Ло́тте ван Бек (нід. Lotte van Beek; нар. 9 грудня 1991, Зволле, Нідерланди) — нідерландська ковзанярка. Бронзова призерка зимових Олімпійських ігор 2014 року на дистанції 1500 м. Чемпіонка на тій же Олімпіаді в командній гонці.